# Harun Tekin
Harun Tekin (Esmirna, 17 de junio de 1989) es un futbolista turco que juega de portero.

## Trayectoria
Tras debutar como profesional en 2007 con el Güngören Belediyespor, en junio de 2010 se hizo oficial su fichaje por el Bursaspor. Tras haber iniciado su novena temporada en el equipo de Bursa, el 30 de agosto de 2018 fue traspasado al Fenerbahçe S. K. con el que firmó un contrato de tres años más uno opcional. Pasadas esas tres temporadas se marchó al Kasımpaşa S. K., equipo con el que jugó diez partidos antes de recalar en el Eyüpspor la campaña siguiente. En este club estuvo un curso y en julio de 2023 fichó por el Kocaelispor, con el que participó en diecisiete encuentros antes de llegar a un acuerdo para su desvinculación en marzo de 2025.

## Selección nacional
Sin haber sido internacional, el 31 de mayo fue convocado por Turquía para participar en la Eurocopa 2016. Su debut con la absoluta se produjo el 27 de marzo de 2017 tras sustituir en el descanso a Onur Kıvrak en un amistoso ante Moldavia que el conjunto otomano venció por 3-1.

### Participaciones en Eurocopas
| Copa          | Sede    | Resultado    | Partidos | Goles |
| ------------- | ------- | ------------ | -------- | ----- |
| Eurocopa 2016 | Francia | Primera fase | 0        | 0     |

## Clubes
| Club                  | País    | Año       |
| --------------------- | ------- | --------- |
| Güngören Belediyespor | Turquía | 2007-2010 |
| Bursaspor             | Turquía | 2010-2018 |
| Fenerbahçe S. K.      | Turquía | 2018-2021 |
| Kasımpaşa S. K.       | Turquía | 2021-2022 |
| Eyüpspor              | Turquía | 2022-2023 |
| Kocaelispor           | Turquía | 2023-2025 |